# Thổ Chu
Thổ Chu, vietnamesiska đảo Thổ Chu eller đảo Thổ Châu, är en ö och den största ön bland Thổ Chu-öarnas totalt åtta öar. I Västerlandet har ön också kallats Poulo Panjang och Pulo Panjang”. Ögruppen ligger i Thailandviken i Kien Giang-provinsen som ligger i södra Vietnam.
Thổ Chu kan betraktas som huvudö inte bara utifrån storlek utan också utifrån att det administrativa centret för Thổ Châu-kommunen ligger på ön.

## Geografi
Thổ Chu ligger sydväst om Phú Quốc-ön och Rạch Giá (102 km och 220 km) och 157 km nordväst om Cape Cà Mau. Det finns fyra stränder på ön: Bai Ngu, Bai Dong, Bai Mun och Bai Nhat. Störst är Bai Ngu, som i direktöversättning heter "Kungliga stranden".

## Naturskydd
Thổ Chu föreslogs 1995 blir ett marinskyddsområde. Förslaget är inte ännu genomfört men har förtydligats av Asian Development Bank att omfatta ett område av 22400 hektar, varav 1190 hektar på land och resten marint.
I korallreven runt ön finns 99 arter av korall dokumenterade, huvudsakligen inom släktena Montipora och Acropora. Floran består av ungefär tvåhundra arter inom släktena Clusia, Ärtväxter och Sapotillväxter.
På ön finns också den endemiska arten av gecko Cyrtodactylus thochuensis.
Naturen är starkt hotad av miljöföroreningar eftersom hushållsavfall dumpas i havet.

## Historia
Under sydvietnamesisk tid tillhörde Thổ Chu-öarna administrativt An Xuyên-provinsen. Historiskt sett har öarna varit föremål för gränstvister mellan Kambodja och Vietnam, där båda nationerna hävdat att öarna legat inom deras territorialvatten.
Den 10 maj 1975 ockuperades Thổ Chu av de röda khmererna och ungefär 500 öbor fördes bort till Kambodja där de avrättades. Mellan 24 och 27 maj attackerade vietnameserna ön och lyckades återta den. 1977 anfölls åter ön av de röda khmererna, men den här gången lyckades de inte ockupera ön.
I april 1992 bosattes huvudön med sex familjer, cirka 30 personer, under överinseende av folkkommittén i Kiên Giang-provinsen och året efter blev ö-gruppen egen kommun med namnetThổ Châu. Den är därmed en av de åtta kommuner som utgör Phú Quốc-distriktet. Från 2017 går det färja från Phu Quoc till huvudön.

## Demografi
Huvuddelen av befolkningen på ön är gränsvakter eller personal inom marinen som valt att bosätta sig med sina familjer på ön. År 2012 fanns det 513 hushåll på ön med ungefär 1 700 invånare, huvudsakligen vid Bai Ngu och Bai Dong. Att bo på ön är inte så lätt eftersom man måste flytta bosättningen två gånger per år för att undvika de återkommande stormarna. Vid sydvästmonsunen från april till augusti flyttar invånarna från Bai Ngu till Bai Dong och under nordvästmonsunen i september till mars flyttar de tillbaka.